# IV Festival Dichato Vive
El IV Festival Dichato Vive se realizó los días 21 y 28 de febrero de 2015 en la playa de Dichato, comuna de Tomé. El propósito de este evento fue aumentar el turismo que se vio afectado desde el tsunami que afectó a la ciudad luego del terremoto del 27 de febrero de 2010. Los animadores del evento son Giancarlo Petaccia y Pamela Díaz.
Esta fue la primera versión del festival sin transmisión televisiva. Anteriormente era organizado, producido y transmitido por la cadena de televisión Mega; pero debido a que no se llegó a un acuerdo satisfactorio con la Municipalidad de Tomé, finalmente se decidió que no sería transmitido. Además, fue la primera versión con el nombre Dichato Vive y se realizó en solo dos días, debido a que antes era llamado Viva Dichato y se realizaba en cuatro días.

## Organización del evento
Esta versión fue totalmente organizada por la Municipalidad de Tomé. A diferencia de años anteriores, el certamen se realizará en la playa de Dichato y la entrada será gratuita. Solo contará con transmisión radial, a través de Radio Bio Bio.

## Artistas confirmados
Hasta el 26 de enero de 2015, los artistas confirmados son los siguientes:
- Inti-Illimani Histórico
- Chico Trujillo
- Leo Dan
- María José Quintanilla
- Los Charros de Luchito y Rafael (ex Los Charros de la comuna de Lumaco)
- Luis Jara (ex animador del evento entre 2012 y 2014)
- Los Jaivas
- Los Vásquez

### Humor
- Millenium Show
- Los Atletas de la Risa

## Programación

### Día 1 (sábado 21)
- Inti-Illimani Histórico
- Leo Dan
- Los Charros de Luchito y Rafael (ex Los Charros de la comuna de Lumaco)
- Millenium Show (humor)
- Luis Jara

### Día 2 (sábado 28)
- María José Quintanilla
- Los Vásquez
- Los Atletas de la Risa (humor)
- Los Jaivas
- Chico Trujillo